# 皿回し

皿回し

皿回し（さらまわし、英語: Plate spinning）とは、指や棒、あるいは棒状の物（箸やキセルなど）の先端で皿や茶碗を回転させる技術や芸（曲芸）、そのための道具、あるいはその演者を指す。英語圏では、プレート・スピニング（Plate spinning）で、ジャグリングの一種とされ、使用される皿をスピニングプレートと称する。
皿を回したまま手のひらや指、肩、腰、あごの上などでバランスをとる曲芸で、しばしば複数の皿を同時に操る。

## 概要

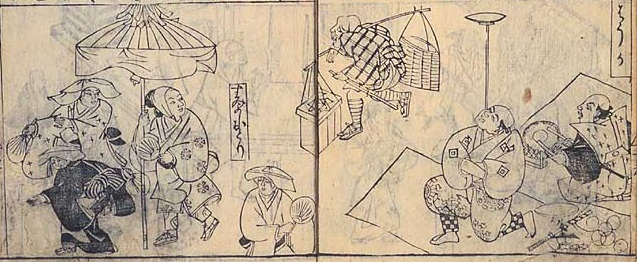
『人倫訓蒙図彙』（元禄3年（1690年）頃刊行）の挿図より「放下」（右）「住吉踊り」（左）
----
放下師は路上で皿回しをしている。

日本の中世から近世にかけて大道芸をおこなっていた放下（ほうか）は烏帽子姿や僧形をなしていたが、江戸時代には俗人の手にうつり、従来の曲芸ばかりではなく、大がかりな曲芸や手品を手がけるようになり、籠抜けや皿回しも演じるようになった。一方で寄席演芸としてもおこなわれるようになり、現在にいたっている。
こんにちでは大道芸として演じられることも多いが、中国の雑技に由来する多数の皿を回すもの、一本の棒で一枚の皿を回すもの、正座して技術を競う競技などさまざまなスタイルがある。最近ではトスジャグリングを取りいれたスタイルも登場している。

## 皿回しの科学

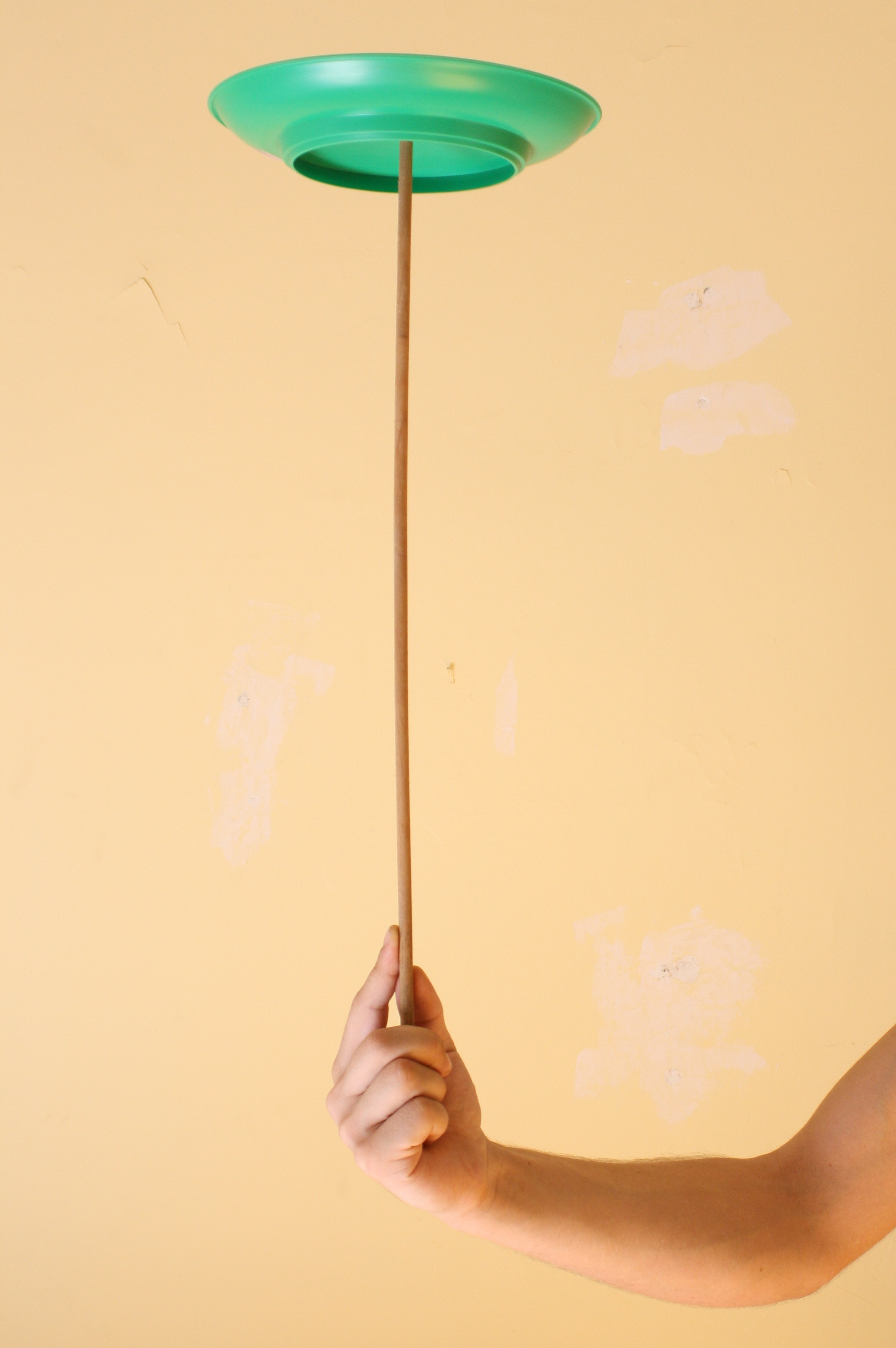
皿回しの成り立たせているのは遠心力とジャイロ効果である。

皿などを高速で回転させることによって遠心力がはたらき、皿と棒が垂直（皿と地面・床が水平）の状態を保とうとする。さらに、皿が充分な速度で回転するようになると、皿の中心を棒などで支えても回転状態を保ち、回転軸の方向を一定に保とうとする力がはたらく。これをジャイロ効果という。この現象は、転がりつづけようとする独楽、ヨーヨー、硬貨（コイン）などで確認でき、また、自転車やオートバイなど二輪車の走行、円盤式（回転式）ののこぎりなどでは、この力が利用される。